# Meet the Grahams
Meet the Grahams è un singolo del rapper statunitense Kendrick Lamar, pubblicato il 3 maggio 2024.
Il brano è la terza diss track di Lamar nei confronti di Drake ed è stata resa disponibile sul canale YouTube di Lamar meno di un'ora dopo la pubblicazione di Family Matters, la risposta di Drake alle diss track di Lamar Euphoria e 6:16 in LA, rilasciate appena tre giorni prima.

## Antefatti
Il brano è la sesta diss track nello sviluppo del beef fra Kendrick Lamar e Drake sviluppatosi nel 2024, iniziato con la strofa di Lamar in Like That di Future e Metro Boomin, seguito dalle risposte di Drake Push Ups e Taylor Made Freestyle, alle quali Lamar ha risposto con Euphoria e 6:16 in LA. Drake ha risposto a Lamar con il brano Family Matters, nel quale è andato più sul personale accusando Lamar di violenza domestica nei confronti della moglie Whitney Alford e affermando che uno dei figli di Lamar e Alford fosse in realtà nato da una relazione fra Alford e Dave Free, collaboratore e amico di lunga data di Lamar, entrambi eventi non accertati.

## Descrizione
Il brano è prodotto da The Alchemist e, a differenza di Euphoria, e il beat è costruito intorno a un instrumental di pianoforte che, insieme al testo, fornisce al brano un'atmosfera che è stata definita "inquietante e lugubre".
Kendrick Lamar apre la prima strofa parlando con Adonis Graham, il figlio di Drake nato nel 2017, dicendo:
(Kendrick Lamar, Meet the Grahams)
Ancora una volta, Lamar afferma che Drake non sia un buon padre e si offre di fare da mentore ad Adonis per compensare alla sua mancanza di una figura paterna, oltre a riferirsi al presunto episodio del 2015 durante il quale un amico del rapper T.I. avrebbe urinato su Drake. Successivamente, sempre riferendosi ad Adonis, lo invita a non entrare nel giro delle escort, di iscriversi in palestra invece che fare interventi di riduzione del grasso e di non nascondere suo figlio qualora dovesse averne uno, accusando allo stesso tempo Drake di entrambe le cose, e conclude dicendo ad Adonis di ascoltare la traccia quando avrà diciotto anni.
Nella seconda strofa, Lamar apre indirizzandosi alla madre di Drake Sandi Graham, che lui chiama Sandra, dicendole che suo figlio ha delle "abitudini da non sottovalutare" e che ha fatto del male a diverse donne. In seguito si rivolge a Dennis Graham, padre di Drake, affermando che avesse fatto nascere un "maestro della manipolazione", accusandolo di usare il figlio per ottenere denaro e di trovare in lui il colpevole delle dipendenze da gioco d'azzardo, la psicopatia e il vittimismo del padre. Successivamente torna a rivolgersi a Sandra, dicendo che "quello che sta per dire è pesante": infatti, Lamar accusa Drake di pedofilia, paragonandolo a Harvey Weinstein e affermando che "la gente come lui dovrebbe morire", di ipersessualizzare le donne nere con un fetish da ninfomane, di avere come membri della OVO diversi aggressori sessuali e di essere parte di una tratta di esseri umani, in particolare ragazze minorenni.
Nel terzo verso del brano Lamar si rivolge a una presunta figlia di Drake di dodici anni che questo sta nascondendo, accusandolo di non averla mai riconosciuta, come aveva fatto il padre Dennis con lui, e di preferire "essere su uno yacht nelle isole Turks per fare sesso a pagamento e assumere percocet". Lamar, rivolgendosi alla presunta figlia, le dice di volere che lei si senta amata e che abbia sempre fiducia in se stessa e di avere realizzato l'album Mr. Morale & the Big Steppers per aiutare le persone nella sua situazione ad affrontare i traumi passati. Conclude affermando che avrebbe "mostrato a tutti chi è veramente suo padre" e che quest'ultimo è "un buono a nulla che non dovrebbe mai dire 'più vita'", riferendosi al titolo del mixtape di Drake More Life.
Lamar conclude Meet the Grahams con una quarta strofa, nella quale si rivolge direttamente a Drake, affermando che il dissing fra i due doveva essere "una bella esibizione" ma che Drake "ha rovinato tutto quando ha fatto il nome della sua famiglia [di Lamar]". Lamar afferma di capire che per Drake "la sua casa non è mai stata una casa" e che a causa di questo Drake si comporta "come un bambino di sette anni" e ha una dipendenza da gioco d'azzardo, da assunzione di pillole e da spendita di denaro; lo invita a iniziare un percorso in terapia, ma afferma che per lui sarebbe meglio l'ayahuasca per "strappare il suo ego dal basso", accusandolo di avere mancato di rispetto alla cultura di sua madre tentando di nascondere di essere ebreo a causa della sua insicurezza sulla sua etnia, di essere un body shamer, di essere imbarazzato delle madri dei suoi figli a tal punto da nasconderle e di andare contro a ciò che gli aveva insegnato sua madre. Conclude dicendogli di "togliersi la maschera", accusandolo di avere mentito sulla sua religione, sulle sue operazioni chirurgiche, sul suo passato, sul suo utilizzo di ghostwriters, sui membri della sua crew e sui suoi figli e affermando "fanculo una rap battle, questa è una battaglia con te stesso che dura da tutta la tua vita".

## Risposte
Brevemente dopo il rilascio di Meet the Grahams, Drake ha negato l'esistenza di sua figlia con una storia Instagram. Il 5 maggio seguente Drake ha reso disponibile The Heart Part 6, risposta a Meet the Grahams e Not like Us, diss track pubblicata da Kendrick il 4 maggio, nella quale ha negato nuovamente l'esistenza della figlia affermando anche di avere fatto sì che dei membri OVO dessero a Lamar false informazioni al riguardo in modo che ne parlasse nella sua diss track. Inoltre, nel brano Drake nega anche le accuse di pedofilia, affermando di essere "troppo ricco per essere un pedofilo", e accusa nuovamente Lamar di infedeltà e violenza domestica verso la moglie Whitney Alford.

## Classifiche
| Classifiche (2024) | Posizione massima |
| ------------------ | ----------------- |
| Australia          | 42                |
| Irlanda            | 26                |
| Lituania           | 26                |
| Nuova Zelanda      | 22                |
| Regno Unito        | 28                |
| Svezia             | 92                |
| Svizzera           | 68                |